# Championnat du monde de Magic : L'Assemblée
 (mars 2009).
Si vous disposez d'ouvrages ou d'articles de référence ou si vous connaissez des sites web de qualité traitant du thème abordé ici, merci de compléter l'article en donnant les références utiles à sa vérifiabilité et en les liant à la section « Notes et références ».
Les Championnats du monde de Magic : L'Assemblée (Magic: The Gathering World Championship) se tiennent annuellement depuis 1994. À l'origine, ils étaient ouverts à tous les joueurs mais avec l'introduction du Pro Tour, les championnats du monde sont devenus un tournoi seulement accessible à des invités sélectionnés sur le volet.
Les invités sont :
- Le champion du monde en titre ;
- Les 8 finalistes du championnat du monde précédent ;
- Le joueur professionnel de l'année en cours (Pro Player of the Year) ;
- Pour les pays qui ont un championnat national sur invitation uniquement, les 3 membres de chaque équipe nationale et un remplaçant désigné par l'équipe ;
- Pour les pays qui ont un championnat national ouvert à tous les compétiteurs, le vainqueur de ce championnat ;
- Les joueurs ayant au moins le niveau 3 du Pro Tour Players Club. Cela inclut tous les membres du Hall of Fame de Magic : l'assemblée ;
- Les joueurs du top 50 DCI (Duelists' Convocation International) de la zone APAC ;
- Les joueurs du top 50 DCI de la zone Europe ;
- Les joueurs du top 50 DCI de la zone Amérique latine ;
- Les joueurs du top 50 DCI de la zone Amérique du Nord ;

(A comparer avec les 1er règles d'invitation aux tournois de Magic, en 1995).
Ces dernières années, le tournoi se déroule alternativement entre l'Amérique du Nord, l'Asie et l'Europe.

## Les championnats du monde de 2009
(Official coverage)
Classement final
1. André Coimbra
2. David Reitbauer
3. Terry Soh
4. Bram Snepvangers
5. William Cavaglieri
6. Manuel Bucher
7. Marijn Lybaert
8. Florian Pils

Classement par équipes
1. Chine - Bo Li, Wu Tong, Zhiyang Zhang
2. Autriche - Benedikt Klauser, Bernhard Lehner, Benjamin Rozhon
3. République tchèque - Lukas Blohon, Lukas Jakolvsky, Jan Kotrla
4. Pays Bas - Kevin Grove, Niels Noorlander, Tom van Lamoen

Joueur de l'année
- Yuuya Watanabe
- Tomoharu Saito
- Martin Juza

Rookie of the Year
1. Lino Burgold

## Les championnats du monde de 2008
(Complete Coverage)
Classement final
1. Antti Malin
2. Jamie Parke
3. Tsuyoshi Ikeda
4. Hannes Karem
5. Paulo Vitor Damo da Rosa
6. Kenji Tsumura
7. Frank Karsten
8. Akira Asahara

Classement par équipes
1. États-Unis - Michael Jacob, Samuel Black, Paul Cheon
2. Australie - Aaron Nicastri, Brandon Lau, Justin Cheung
3. Brésil - Willy Edel, Vagner Casatti, Luiz Guilherme de Michielli
4. Japon - Yuuya Watanabe, Masashi Oiso, Akihiro Takakuwa

Joueur de l'année
- Shuuhei Nakamura
- Olivier Ruel
- Luis Scott-Vargas

Rookie of the Year
1. Aaron Nicastri

## Les championnats du monde de 2007
(Complete Coverage)
Classement final
1. Uri Peleg
2. Patrick Chapin
3. Gabriel Nassif
4. Koutarou Ootsuka
5. Cristoph Huber
6. Yoshitaka Nakano
7. Katsuhiro Mori
8. Roel van Heeswijk

Les championnats du monde 2007 se sont déroulés les 2 et 3 décembre 2007 à New York.
Le champion  mondial est Uri Peleg, un israélien d'une vingtaine d'années, jeune joueur sur la scène internationale, qui jouait un jeu Rock Doran, Vert/Noir splash blanc.
Le finaliste, Patrick Chapin, est un américain, sortant de quatre ans de prison (où il s'est entrainé en faisant des proxies avec un jeu de poker) qui a joué un dragonstorm mono rouge, remis au goût du jour avec le terrain de lorwyn.
Le demi-finaliste et premier français, Gabriel Nassif, s'est entrainé avec Patrick Chapin et joue la même liste. Il perd contre Chapin dans ce match miroir.
Enfin dans ce top 8 : Mori, un joueur chevronné japonais (rock elfe Vert/noir), Nakano, un joueur émergent et compatriote de Mori (Rock elfe vert/noir aussi). Dans ce top 8, également un deck Mannequin (Bleu/Noir), piloté par Otsuka, un Rock Vert/noir joué par Huber, et encore un autre rock Vert/noir, joué par  Van Heeswijk
On pourra noter les performances honorables des français, avec 4 dans le top 32 :
- Guillaume Matignon : Faerie Vert/bleu
- Guillaume Wafo-Tapa : Teachings Noir/bleu
- Amiel Tenenbaum : Dragonstorm mono rouge
- Gabriel Nassif : Dragonstorm mono rouge (également top 8)

## Les championnats du  monde de 2006
(Complete Coverage)
Le championnat du monde de 2006 s'est déroulé du 29 novembre au 3 décembre 2006, au Carrousel du Louvre à Paris, en France. Les récompenses totales accordées aux 75 finalistes étaient de $255,245 USD.
Le vainqueur de ce tournoi est Makihito Mihara (Japon), il bat son compatriote Ryou Ogura (Japon) 3-0 en finale. Il joue un deck combo basé sur la carte Dragonstorm.  C'est la première fois que des joueurs du même pays deviennent champions du monde deux saisons consécutives.
Classement final
1. Makihito Mihara (Japon)
2. Ryou Ogura (Japon)
3. Nicholas Lovett (Pays-de-Galles)
4. Gabriel Nassif (France)
5. Paulo Carvalho (Portugal)
6. Paulo Vitor Damo da Rosa (Brésil)
7. Tiago Chan (Portugal)
8. Katsuhiro Mori (Japon)

Classement par équipes
1. Équipe Pays-Bas - Kamiel Cornelissen, Julien Nuijten, Robert Van Medevoort
2. Équipe Japon - Katsuhiro Mori, Shuuhei Yamamoto, Hidenori Katayama

Joueur de l'année
1. Shouta Yasooka (Japon)
2. Shuuhei Yamamoto (Japon)
3. Paulo Vitor Damo da Rosa (Brésil)

Rookie of the YearSebastian Thaler (Allemagne)

## Les championnats du monde de 2005
(Complete coverage)
Le championnat du monde de 2005 s'est déroulé du 30 novembre au 4 décembre 2005, au Pacifico Yokohama à Yokohama, Japon. Les récompenses totales pour les 64 finalistes étaient de $208,130 USD.
Le vainqueur de ce tournoi est Katsuhiro Mori (Japon), qui bat Frank Karsten (Pays-Bas) 3-1 en finale. Il utilise un deck japonais nommé "Ghazi-Glare"
Classement final
1. Katsuhiro Mori (Japon)
2. Frank Karsten (Pays-Bas)
3. Tomohiro Kaji (Japon)
4. Akira Asahara (Japon)
5. Marcio Carvalho (Portugal)
6. Ding Leong (Singapour)
7. Shuuhei Nakamura (Japon)
8. Andre Coimbra (Portugal)

Classement par équipes
1. Équipe Japon - Takuma Morofuji, Ichirou Shimura, Masashi Oiso
2. Équipe États-Unis - Antonio De Rosa, Neil Reeves, Jon Sonne

Joueur de l'année Race
1. Kenji Tsumura (Japon)
2. Olivier Ruel (France)
3. Masashi Oiso (Japon)

Rookie of the Year : Pierre Canali (France)
Ce fut une année japonaise, avec la victoire au championnat du monde, la victoire par équipe et le joueur de l'année. La seule équipe ayant déjà réalisé ce triplé est l'équipe des États-Unis.

## Les championnats du monde de 2004
(Complete coverage)
Le championnat du monde de 2004 s'est déroulé du 1er septembre au 5 septembre 2004 au Fort Mason Center de  San Francisco, en Californie, États-Unis. Les récompenses totales réparties entre le 64 finalistes était $208 130 USD.
Ce furent les premiers championnats du monde sans aucun joueur américains dans le Top 8. Nuijten, à l'âge de 15 ans, devint le plus jeune vainqueur d'un Pro Tour et gagna la somme de 52 366 $ - un nouveau record de gains remporté dans un tournoi unique de jeu de cartes à collectionner.
Classement final
1. Julien Nuijten (Pays-Bas)
2. Aeo Paquette (Canada)
3. Ryou Ogura (Japon)
4. Manuel Bevand (France)
5. Kamiel Cornelissen (Pays-Bas)
6. Terry Han Chuen Soh (Malaisie)
7. Gabriel Nassif (France)
8. Murray Evans (Canada)

Finale par équipe
1. Allemagne – Torben Twiefel, Roland Bode, Sebastian Zink
2. Belgique – Vincent Lemoine, Dilson Ramos Da Fonseca, Geoffery Siron

Player of the Year Race
1. Gabriel Nassif (France)
2. Nicolai Herzog (Norvège)
3. Rickard Osterberg (Norvège)

Rookie of the YearJulien Nuijten (Pays-Bas)

## Les championnats du monde de 2003
(Complete coverage)

(Voir les cartes du deck)
Le championnat du monde de 2003 s'est déroulé du 6 au 10 août 2003, à l'Estrel Hotel à Berlin, Allemagne. Le joueur allemand Daniel Zink remporta le championnat, en battant le japonais Jin Okamoto 3-0 en finale et en empochant 35 000 USD. Le total des récompenses pour les 64 finalistes était de $208 130 USD.
Classement final
1. Daniel Zink (Allemagne)
2. Jin Okamoto (Japon)
3. Tuomo Nieminen (Finlande)
4. Dave Humpherys (États-Unis)
5. Jeroen Remie (Pays-Bas)
6. Peer Kröger (Allemagne)
7. Wolfgang Eder (Allemagne)
8. Gabe Walls (États-Unis)

Finale par équipe
1. États-Unis - Gabe Walls, Justin Gary, Joshua Wagner
2. Finlande - Tuomo Nieminen, Arho Toikka, Tomi Walamies

Player of the Year Race
1. Kai Budde (Allemagne)
2. Justin Gary (États-Unis)
3. Mattias Jorstedt (Suède)

Rookie of the YearMasashi Oiso (Japon)

## Les championnats du monde de 2002
(Complete coverage)

(Voir les cartes du deck)
Le championnat du monde de 2002 s'est déroulé du 13 au 18 août 2002 aux Fox Studios de Sydney, Australie.  Carlos "Jaba" Romão, 24 ans, de São Paulo, Brésil devint le nouveau champion du monde, remportant 35 000 USD grâce à son deck bleu/noir surnommé "Psychatog" deck.
Classement final :
1. Carlos Eduardo Romão (Brésil)
2. Mark Ziegner (Allemagne)
3. Diego Ostrovich (Argentine)
4. Dave Humpherys (États-Unis)
5. Sim Han How (Malaisie)
6. John Larkin (Irlande)
7. Tuomas Kotiranta (Finlande)
8. Ken Krouner (États-Unis)

## Les championnats du monde de 2001
(Complete coverage)

(Voir les cartes du deck)
Le championnat du monde de 2001 s'est déroulé du 8 au 12 août 2001 au Metro Toronto Convention Center de Toronto, Canada. Tom van de Logt des Pays-Bas devint le nouveau champion du monde, remportant 35 000 USD ainsi que 1 000 USD pour le succès de son équipe nationale.
Classement final
1. Tom van de Logt (Pays-Bas)
2. Alex Borteh (États-Unis)
3. Antoine Ruel (France)
4. Andrea Santin (Italie)
5. Michael Turian (États-Unis)
6. Jan Tomcani (Slovaquie)
7. Tommi Hovi (Finlande)
8. John Ormerond (Angleterre)

Note: John Ormerond n'arriva pas dans le dernier top 8 mais il fut classé 8e après la disqualification de David Williams pour des cartes marquées.

## Les championnats du monde de 2000
(Résume de l'event)

(Voir les cartes du deck)
Jon Finkel bat son ami Bob Maher, Jr., possédant un deck presque identique au sien, sur le score de 3 à 2 en finale.
1. Jon Finkel
2. Bob Maher
3. Dominik Hothow
4. Benedikt Klauser
5. Tom van de Logt
6. Helmut Summersberger
7. Janosch Kühn
8. Nicolas Labarre

## Les championnats du monde de 1999
(Résumé complet)

(Voir les cartes du deck)
Kai Budde remporta la finale contre Mark Le Pine avec un score de 3 à 0.
1. Kai Budde
2. Mark Le Pine
3. Raffaele Lo Moro
4. Matt Linde
5. Jakub Slemr
6. Jamie Parke
7. Gary Wise
8. Nicolai Herzog

## Les championnats du monde de 1998
(Résumé du tournoi)

(Voir les cartes du deck)
Lors des finales du championnat du monde de 1998, Brian Selden battu Ben Rubin 3-1, après avoir perdu le premier match. Selden jouait un deck basé sur la combo recurring Nightmare/Living Death.
1. Brian Selden
2. Ben Rubin
3. Jon Finkel
4. Raphaël Lévy
5. Scott Johns
6. Chris Pikula
7. Brian Hacker
8. Alan Comer

## Les championnats du monde de 1997
(Résultats et decks du tournoi)

(Voir les cartes du deck)
1. Jakub Slemr (République tchèque)
2. Janosch Kühn (Allemagne)
3. Svend Sparre Geertsen (Danemark)
4. Paul McCabe (Canada)

## Les championnats du monde de 1996
(Voir les cartes du deck)
1. Tom Chanpheng (Australie)
2. Mark Justice (États-Unis)
3. Henry Stern (États-Unis)
4. Olle Råde (Suède)

Chanpheng avait mis dans son deck des "Sleight of Mind" alors qu'il n'avait pas de mana bleu et ne pouvait donc pas les jouer. Ce handicap provient d'une erreur dans sa liste de deck, qui l'obligea à jouer avec des plaines au lieu des 4 Adarkar Wastes qu'il voulait inclure.
Sa victoire fut commémorée avec une carte unique.

## Les championnats du monde de 1995
(Voir les cartes du deck)
1. Alexander Blumke (Suisse)
2. Marc Hernandez (France)
3. Mark Justice (ÉU)
4. Henry Stern (ÉU)

## Les championnats du monde de 1994
(Résumé complet du tournoi)

(Voir les cartes du deck)
Les premiers championnats du monde de Magic se sont déroulés au GenCon '94. Ce fut le plus grand tournoi de Magic de l'époque : 512 joueurs réunis dans une salle et jouant des parties avec élimination directe pendant 3 jours consécutifs, jusqu'à ce qu'il ne reste qu'un seul joueur : Zak Dolan devint le premier champion du monde de Magic, en remportant la finale contre le français Bertrand Lestreé et sa combo "Channel/Fireball".
1. Zak Dolan (États-Unis)
2. Bestrand Lestrée (France)
3. Dominic Symens (Belgique)
4. Cyrille de Foucaud (France)